# Juan Pablo Gallo
 (novembre 2019).
Le contenu est difficilement compréhensible vu les erreurs de traduction, qui sont peut-être dues à l'utilisation d'un logiciel de traduction automatique.
Juan Pablo Gallo Maya, né le 31 janvier 1979 à Pereira (Colombia), est un membre du Parti libéral. Il est conseiller de Pereira de 2008 à 2011, conseiller de Pereira de 2012 à 2015, puis maire de Pereira de 2016 à 2019.

## Biographie
Juan Pablo Gallo naît à Pereira en Colombie le 31 janvier 1979. Son père, Silvio Gallo Santa, homme politique, et sa mère, Luz Helena Maya. Grandit à Pereira, la ville la plus grande du axe café.
Depuis enfant, il montre son intérêt en politique, en commençant comme représentant de son école de 1996 à 1998, depuis maire de la jeunesse en 2014.
Il est marié avec une femme Lina Muñeton, qu'il a rencontré quand tous deux travaillaient dans Pereira.
Le 25 octobre 2015 Gallo est élu maire de Pereira avec 126,075 des voix. Il succède à Enrique Vasquez Zuleta, dont le mandat aura duré 4 années,.

## Remerciements
Le 28 mars 2019, il a été invité à prendre la parole lors du forum sur la compétitivité des entreprises et de la compétitivité organisé à Ibagué, au cours duquel les autorités l'ont évoqué dans les domaines académique et économique.
Il y a présenté le plan de finances publiques de son plan gouvernemental, dans le cadre des chiffres récents du chômage,,.
En plus de l’apparition de la ville au classement international Doing Bussiness au cours de son mandat.
En tant que maire, il figurera aux premiers rangs du classement national des maires avec Alejandro Char, Federico Gutierrez et Rodolfo Hernandez Suarez et Marcos Daniel Pineda.